# Elise Mahler
Elise Mahler (* 1. Juli 1856 in Harrislee bei Flensburg; † 23. April 1924 in München) war eine deutsche Malerin, Grafikerin und Fotografin.

## Leben
Elise Mahler war eine Tochter des Ziegeleibesitzers Heinrich Mahler und dessen Frau Agathe, geb. Petersen. Nach dem Besuch einer Privatschule in Flensburg begann sie ihre künstlerische Ausbildung ab 1881 an der Hamburger Gewerbeschule und war ab 1884 Schülerin von Conrad Fehr, Paul Flickel und Franz Skarbina an der Unterrichtsanstalt des Kunstgewerbemuseums Berlin und der Damenakademie des Vereins der Berliner Künstlerinnen. Anschließend war sie Lehrerin für „Porzellanmalen“ an der Zeichenschule des Berliner Lettehauses. 1889 ging sie nach München, wo sie dem Münchner Künstlerinnenverein beitrat. Ende der 1890er Jahre wohnte sie in Rothenburg ob der Tauber, wo sie 1897 eine Malschule gründete. 1900 nahm sie an der Woman’s Exhibition, Earl’s Court in London teil mit dem Werk Das Portal des Rathauses in Rothenburg.
Um 1900 besuchte die österreichische Malerin Maria Ressel diese Malschule und ließ sich dort auch zeitweise nieder, eine lebenslange Freundschaft begann, die Malschule wurde ab 1901 gemeinsam geführt. Sie unternahmen mehrere Studienreisen, so bereits 1901 nach Italien und 1903/04 für sechs Monate nach Capri. 1904/06 kam es zur Gründung der Mahler & Ressel, Kunsthandlung, Rothenburg o.d.T. mit angeschlossener Webschule, Radierwerkstatt und Postkartenverlag. Gefertigt wurden Webarbeiten und Postkarten in Anlehnung an den Jugendstil. 1908/1909 unternahm sie – ebenfalls mit Maria Ressel – eine Studienreise nach Ägypten, organisiert von Thomas Cook Travels, auf der es zur Begegnung mit dem Afrikaforscher Georg Schweinfurth kam. Für zwei Monate weilten sie während der Reise bei dem Ägyptologen Ludwig Borchardt im Deutschen Haus in Theben, zur gleichen Zeit wie der Maler Carl Wuttke. Weitere Reisen nach Ägypten folgten 1910 und 1913 sowie Reisen nach Holland und der Schweiz und innerhalb Deutschlands, etwa in die Heimat von Elise Mahler oder zur befreundeten Malerin Elisabeth Büttner nach Hamburg und zu deren Sommerhaus auf der Insel Hiddensee. 1911 weilten sie zur Erholung in Baden-Baden, wo sie einen großen Auftrag zur Ausmalung des General-Isenbart-Offiziers-Genesungsheims von der Witwe des Generals annahmen, der sie bis 1915 in dem Kurort hielt. Danach zog Elise Mahler erneut nach München und zu Maria Ressel, die dort seit 1913 eine Wohnung besaß. Wie für die meisten Künstler war die Zeit des Ersten Weltkrieges und der damit einhergehende Zusammenbruch des Kunstmarktes auch für Elise Mahler von existentieller Bedeutung. Bereits seit Jahren gesundheitlich angegriffen, konnte sie in der letzten Zeit nicht mehr künstlerisch tätig sein. Sie verstarb am 23. April 1924 in München und wurde später in Handewitt beigesetzt. Die Stadt Rothenburg ob der Tauber benannte ihr zu Ehren eine Straße nach der Künstlerin, den Elise-Mahler-Weg.

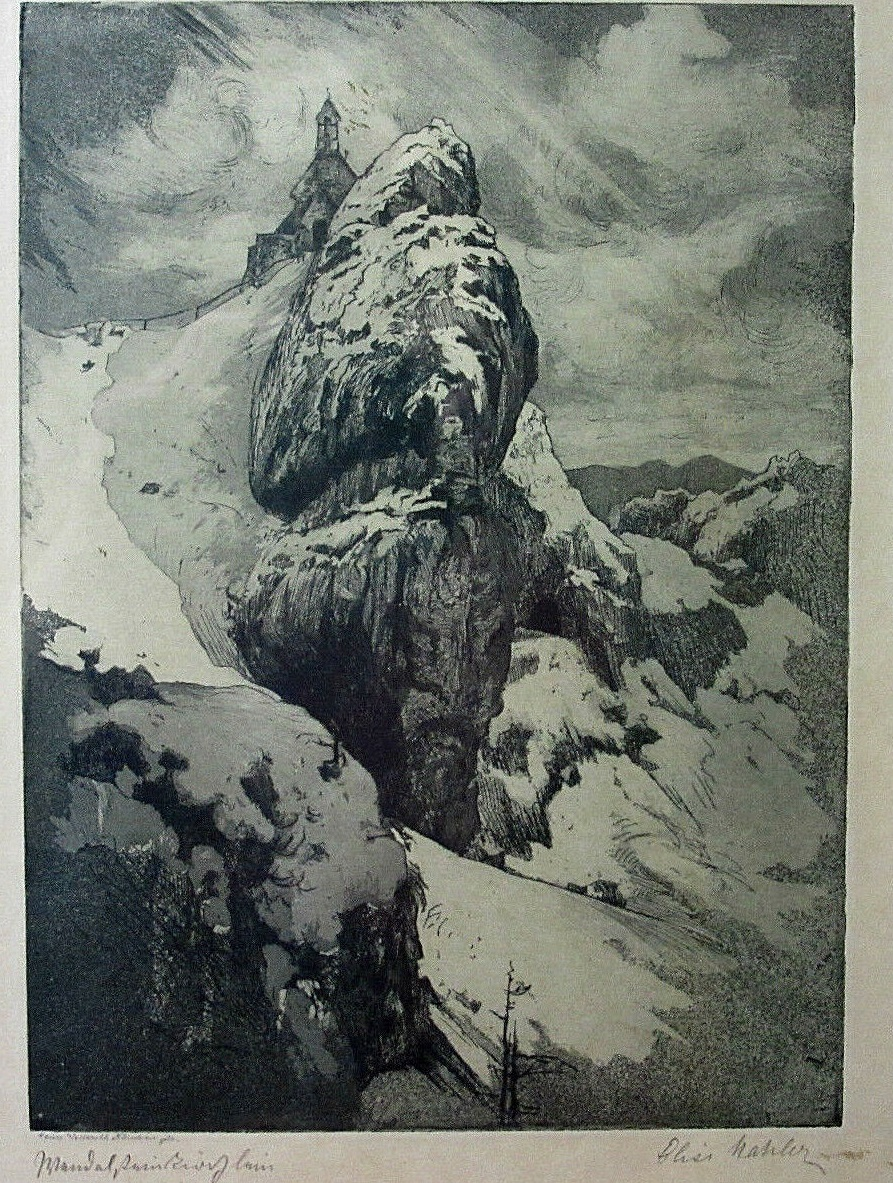
Wendelsteinkirchlein (Aquatinta)

Die Themen ihrer als Ölgemälde, Aquarell oder Radierung ausgeführten Werke waren vorwiegend Landschaften und Städteansichten. Zudem fertigte sie eine Vielzahl von Exlibris und war auch als Fotografin tätig.

## Werke (Auswahl)
- Die Faraglioni. (vor Capri im Golf von Neapel), um 1900, Öl/Leinwand, 53 × 83 cm. Museumsberg Flensburg[6]
- Feldweg. Öl/Leinwand, 81 × 168,5 cm, Museumsberg Flensburg[6]
- Ansicht der Jakobskirche, Rothenburg o.T. 1898, Öl, RothenburgMuseum, Rothenburg ob der Tauber
- Hochgebirgsdorf im Schnee. Leinwand, 67 × 41,5 cm, (Inv. 22370)
- Landschaft. Malpappe. 31,5 × 54,5 cm, (Inv. 23453)
- Landschaft bei Grünwald. Malpappe, 41,5 × 62 cm, (Inv. 22372)
- Tiroler Gebirgslandschaft im Winter. 1914, Leinwand, 42 × 68 cm, (Inv. 22369)
- Waldlandschaft im Gebirge. Leinwand, 41,5 × 67 cm, (Inv. 22371, letztere alle Flensburg)[7]

## Ausstellungen (Auswahl)
- 1892: 63. Ausst. der Königlichen Akademie der Künste zu Berlin
- 1893/94: Große Berliner Kunstausstellung
- 1899: Wiesbaden, Kunst-Salon Banger[8]
- 1900: Woman’s Exhibition, Earl’s Court, London
- 2007: Museumsberg Flensburg: Elise Mahler: ein Künstlerleben zwischen Flensburg und Rothenburg o. d. Tauber.
- 2009: Reichsstadtmuseum (jetzt: RothenburgMuseum) Rothenburg: Malerinnen in Rothenburg[9]